# Mario Kasun
Mario Kasun (né le 5 avril 1980, à Vinkovci, dans la république socialiste de Croatie, en ex-Yougoslavie) est un joueur croate de basket-ball, évoluant au poste de pivot.

## Carrière
Mario Kasun commence sa carrière à KK Zrinjevac. Après deux saisons et une victoire en coupe de Croatie, il rejoint l'université de Gonzaga et l'équipe des Bulldogs en 2000 en NCAA. Il est suspendu deux saisons par la Fédération croate de basket-ball pour avoir quitté son club abruptement.
Il est sélectionné par les Los Angeles Clippers au 41e rang de la draft 2002. Le 26 juin 2002, il est transféré par les Clippers au Magic d'Orlando. Il n'intègre pas les rangs de l'équipe NBA et rejoint le Francfort Skyliners, remportant le titre de champion d'Allemagne.
En 2004, il retourne au Magic d'Orlando, disputant 45 matchs lors de la saison 2004-2005, puis 28 matchs la saison suivante. En juillet 2006, il revient en Europe, au FC Barcelone. En 2008, il rejoint Efes Pilsen İstanbul pour deux saisons.
En août 2010, il revient dans son pays natal, signant un contrat d'un an au Cibona Zagreb.

### Équipe nationale
Kasun est membre de la sélection nationale croate lors du championnat d'Europe 2005, 2007 et 2009. Après des résultats décevants lors du championnat d'Europe 2009, Mario Kasun annonce sa retraite de l'équipe nationale par ces mots : « C'était mon dernier match avec l'équipe nationale. À chaque fois, je laisse tout sur le parquet, mais il semble que ce n'est pas assez. J'ai besoin de me reposer l'été pour ne pas me blesser. »

### Tatouages
Kasun est célèbre pour ses tatouages, en possédant 30. Il a eu son premier à l'âge de 15 ans.
Ses tatouages sont en rapport avec la foi et la famille. Sur son avant-bras et son poignet figure un ange et quatre lettres : E, D, M et A. Elles représentent les premières lettres du nom de chaque membre de sa famille : E pour sa sœur « Eva », D pour son père, « Drago », M pour son propre prénom, « Mario » et A pour sa mère « Ankica ». Dans son dos, il a un grand tatouage représentant un ange.